# Sponsor

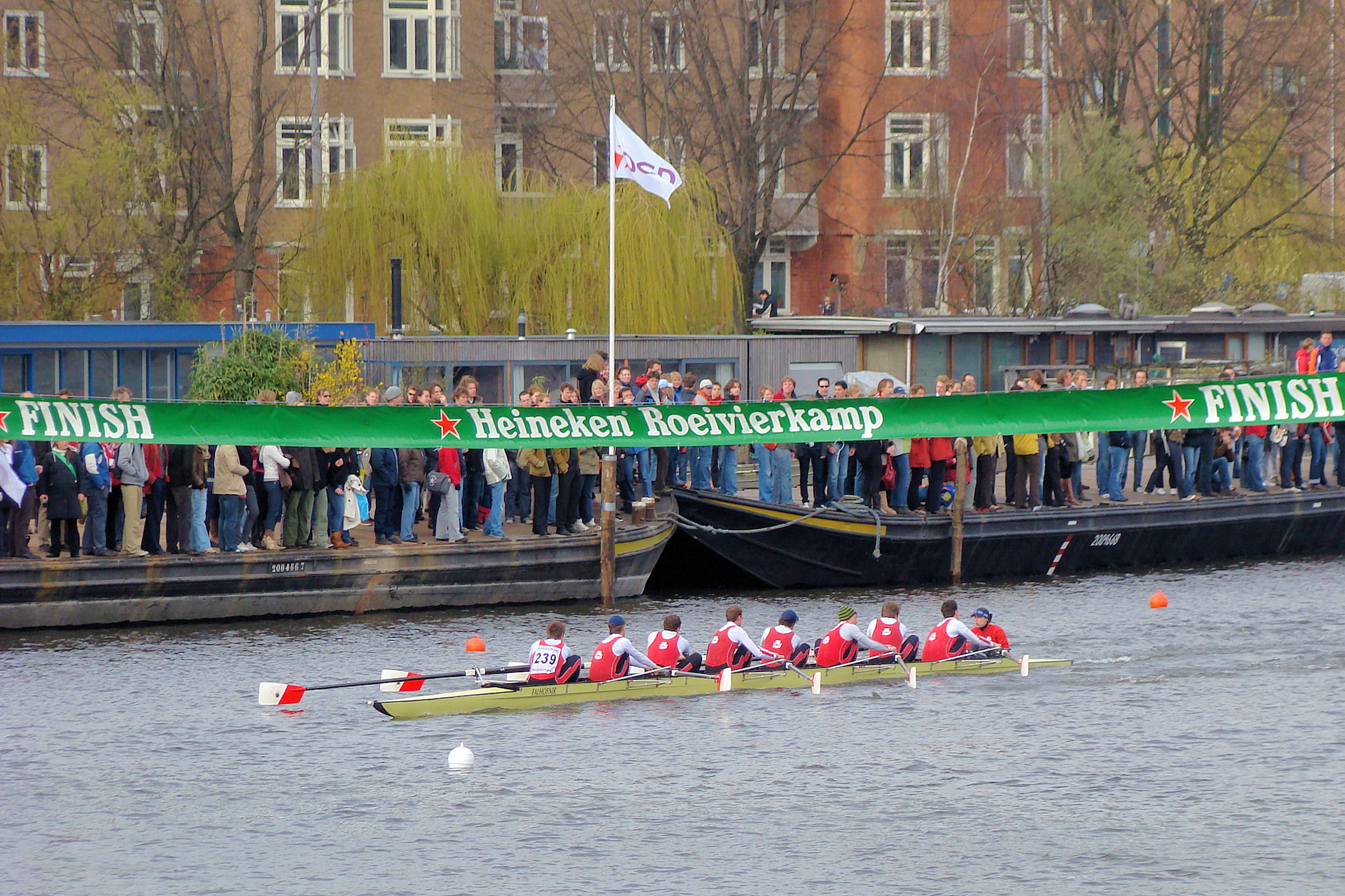
De jaarlijkse Heineken Roeivierkamp op de Amstel

Een sponsor is een persoon of organisatie, meestal een bedrijf, die een evenement (bijvoorbeeld een festival of sportwedstrijd), een individu, een groep personen (bijvoorbeeld een vereniging of sportploeg) of een bouwwerk (bijvoorbeeld een  theater) steunt door geld of andere middelen ter beschikking te stellen, in ruil voor reclame. De publiciteit wordt onder andere verkregen door de naam van de sponsor op de kledij of de uitrusting van de sporters te vermelden (zoals de "shirtsponsor" bij voetbalploegen), of de naam aan die van de ploeg of het evenement te verbinden.

## Beschrijving

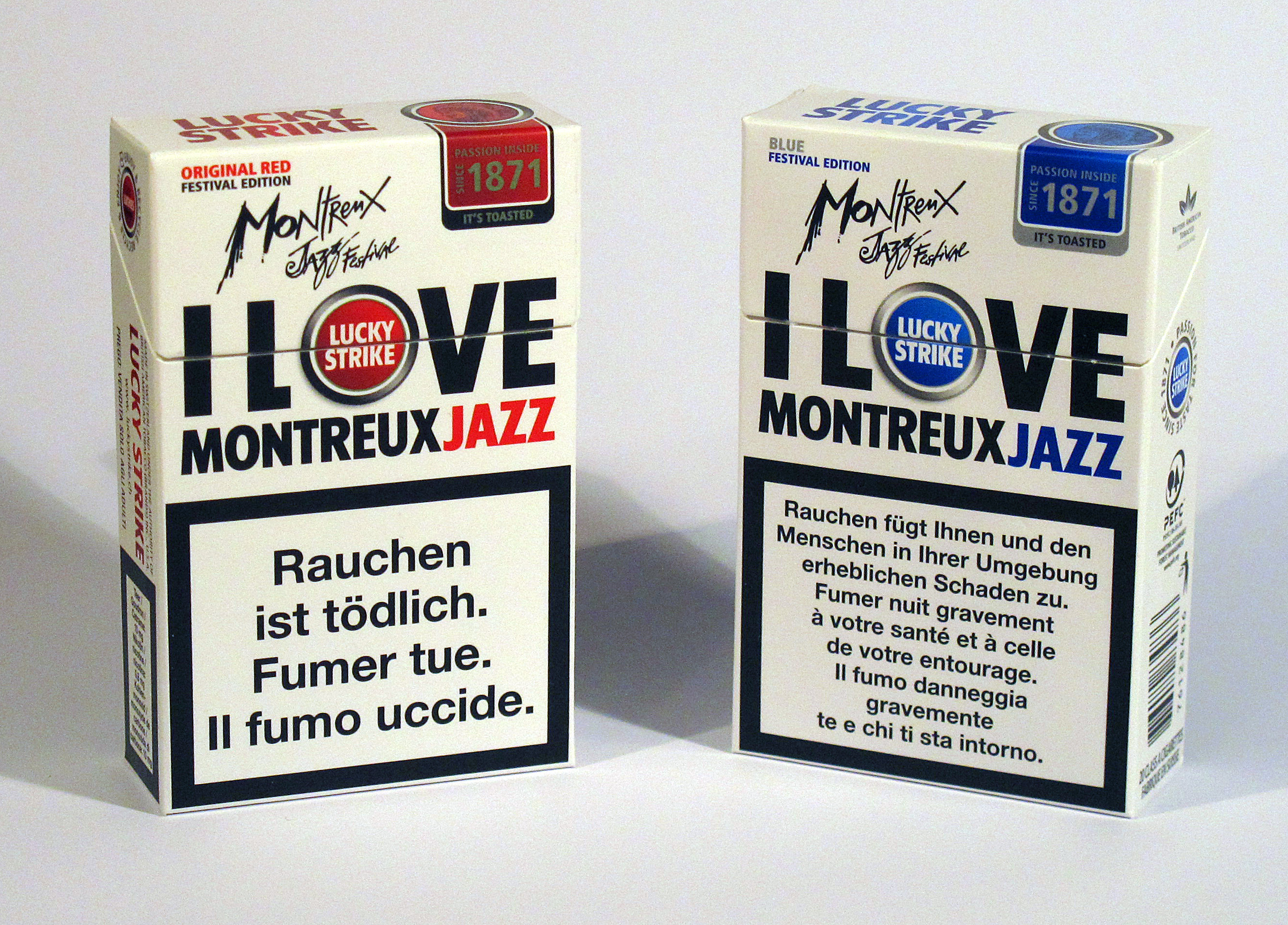
Sponsoring, Montreux Jazz Festival, 2012

Sponsoren is een wijdverspreide praktijk, vooral in de sport (zowel van individuele sporters en sportploegen als van sportevenementen), cultuur (concerten, festivals, tentoonstellingen) en de media (televisie- of radioprogramma's). Vele van deze kunnen slechts bestaan door de steun van één of meerdere sponsors en het afhaken van een belangrijke sponsor kan het einde betekenen van een sportploeg of evenement.
De bedoeling is dat de sponsor zo veel mogelijk "zichtbaarheid" vergaart (Engels: exposure), vooral door middel van televisie-uitzendingen: eenvoudig gezegd, hoe langer de naam van de sponsor in beeld is en hoe meer kijkers ermee bereikt worden, hoe doeltreffender de sponsoring. Evenementen die geen groot publiek bereiken en die niet of nauwelijks op televisie komen hebben het doorgaans veel moeilijker om sponsors aan te trekken en moeten ook een beroep doen op subsidies.
Voor het publiek kan het verwarrend zijn dat een evenement of bedrijf van naam verandert zonder inhoudelijke verandering. Bij een naam als AFAS Circustheater zal men vaak het voorvoegsel negeren en spreken over Circustheater. Bij Tata Steel Chess Tournament wordt dat lastiger omdat Chess Tournament te algemeen is.
De gesponsorde persoon of ploeg zal als tegenprestatie soms ook optreden in reclame (advertenties, televisie of radiospots) voor de sponsor.

## Sportsponsoring
Sinds 1985 is er een stijging waar te nemen in sponsorbedragen. Mede door een succesvolle sponsorpropositie tijdens de Olympische Spelen in Los Angeles in 1984, wordt het belang van sportsponsoring steeds meer als een krachtig communicatiemedium gezien. Dit uitte zich in een bedrag van 245 miljoen in 1985. In 1990 was dit 410 miljoen gulden en in 2000 1 miljard gulden in Nederland. In 2009 ligt het totale sportsponsorbedrag wereldwijd 21.6 miljard euro.
Bekende sporticonen worden gebruikt om niet-sportproducten via sport te promoten en mensen over te halen om hun product te kopen. In een commercial van Calvé-pindakaas speelt een voetballertje voetbal maar hij is hier heel slecht in. Als hij uiteindelijk gewisseld wordt eet hij een boterham met Calvé-pindakaas. Uiteindelijk wordt dit jongetje de Olympisch zwemkampioen Pieter van den Hoogenband. De suggestie wordt gewekt dat Calvé-pindakaas hier een grote rol heeft speelt in iemands sportontwikkeling. Of de Gillette-scheermesjesreclame waarin bekende tennissers, voetballers en golfers zich scheren met Gillette. De commercial draagt uit dat al deze topsporters zich alleen glad kunnen scheren met Gillette-mesjes. Dit zijn voorbeelden van sportmarketing waarbij niet-sportproducten via de sport verkocht worden.

## Voorbeelden

### Sport
- ABN AMRO is sponsor van de ABN AMRO World Tennis Tournament, getuige de naamskoppeling. In 2012 bedroeg de ABN AMRO-sponsoring bijna 3 miljoen euro.
- De Marathon van Londen
- de Proximus Diamond Games, een tennistoernooi gesponsord door de Belgische GSM-operator Proximus)
- de Rabobank-wielerploeg. Sinds 2013 fietst het team onder de Belkin-vlag als Belkin Pro Cycling Team.
- het Tata Steel Chess Tournament

### Cultuur
- het AFAS Circustheater, gesponsord door het Leusdense softwarebedrijf AFAS ERP Software B.V.
- Als studiefinanciering bij Christelijke zending.

## Andere vormen van sponsoring
- Voor een goed doel zonder een specifieke tegenprestatie.
- Mecenaat is een verwante activiteit, doorgaans in de kunstwereld. Hierbij wordt echter geen publiciteit als tegenprestatie gevraagd.